# Something New
För filmen, se Something New (film)
Something New är ett amerikanskt album med The Beatles, som i stort sett motsvarar det europeiska albumet A Hard Day's Night. Det släpptes 20 juni 1964, med låtarna Slow Down och Matchbox från EP:n Long Tall Sally som i Europa utgavs några dagar före A Hard Day's Night.
I USA gavs en annan vesion av LP:n A Hard Day's Night ut än i Europa. Det amerikanska albumet innehöll enbart de låtar som ingår i filmen plus den instrumentala filmmusiken. Det gavs inte ut av EMI:s amerikanska skivbolag Capitol utan av United Artists, som distribuerat filmen. Därför ingår inte albumet i de CD-boxar med Beatles' Capitolalbum som kommit ut på 2000-talet. Det gör däremot Something New, som var Beatles' tredje amerikanska album på skivbolaget Capitol.
I Sverige gavs Something New ut först den 22 oktober 1969, men redan 1965 användes samma omslagsbild (där Beatles spelar på en stor scen - Ringo sitter på en upphöjd rundel) för en svensk samlings-LP Greatest Hits. (Källa: Börje Lundberg och Ammi Bohm: Yeah! Yeah! Yeah! The Beatles erövrar Sverige)
Albumet spelades in 29 januari, 25 - 27 februari och 1 mars - 4 juni 1964 med George Martin som producent. På den amerikanska utgåvan står Dave Dexter jr. som med producent. Albumet återutgavs 2004 som del av 4-CD-boxen The Capitol Albums Vol. 1 i remastrat skick av Ted Jensen vid Sterling Sound i New York.

## Låtlista
Låtarna skrivna av Lennon/McCartney, där inget annat namn anges

### Sida 1
1. I'll Cry Instead
2. Things We Said Today
3. Any Time at All
4. When I Get Home
5. Slow Down (Larry Williams)
6. Matchbox (Carl Perkins)

### Sida 2
1. Tell Me Why
2. And I Love Her
3. I'm Happy Just to Dance With You
4. If I Fell
5. Komm,Gib Mir Deine Hand (I Want to Hold Your Hand) (Lennon/McCartney/Nicholas/Heller)